# Рейхет, Пётр Викторович
Пётр Викторович Рейхет (10 ноября 1953, Одесса, УССР — 14 сентября 2013, Тазовский, Ямало-Ненецкий автономный округ) — художник, скульптор, перформансист. Работал в Санкт-Петербурге и Дании. Создал картины из ржавого железа, расплющенных духовых инструментов и самоваров; писал пастелью, акварелью, маслом, создавал бронзовые скульптуры («Озверевший паровоз» (Орхус, Дания, 1998), «Механический верблюд» (Оденсе, Дания, 2001), установил памятник «Зайцу Первому» (2000) на Заячьем острове в Санкт-Петербурге. С 1990 по 2013 написал около 300 парадных портретов: королевской семьи, видных политиков, бизнесменов и интеллектуалов Дании. Иллюстрировал сказки Ханса Кристиана Андерсена и Александра Сергеевича Пушкина. Пётр Рейхет известен своими инсталляциями, объектами из пластиковых пивных бутылок, папье-маше, винила, железных труб и борщевика. Участвовал в нескольких полярных экспедициях в Антарктике и Арктике. Работы художника находятся в собраниях Государственной Третьяковской галереи, Государственного Русского Музея, Музея Арктики и Антарктики, Музея искусств Гренен (Дания), Музея современного искусства Арнем (Нидерланды) и многих других. Член Союза Художников и Санкт-Петербургского Творческого Союза Художников (IFA).

## Биография
Пётр Рейхет родился 10 ноября 1953 г. в Одессе в семье Народного художника России Виктора Иосифовича Рейхета.
В 1964—1971 годах учился в Средней художественной школе при Институте живописи, скульптуры и архитектуры им. И. Е. Репина. Окончил Институт в 1977 году (мастерскую В. М. Орешникова).
1979—1982 годы — творческая мастерская В. М. Орешникова.
С 1976 года принял участие более чем в 200 выставках в России, Европе, США, Канаде и Японии.
С 1976 по 1987 год участвовал в трех арктических экспедициях (Земля Франца Иосифа, Северная Земля, дрейфующая станция «Северный полюс-22», остров Беннетта).
С 1981 г. — член Союза Художников России.
С 1984 г. — член Союза Российского Географического Общества.
С 1988 г. — совместно с А. Тиме организовывает АРТ-группу «Последний кит».
Лауреат Скандинавской премии за 1991 год.
С 2002 г. — член Творческого Союза Художников России (IFA).
В 2010—2011 году участник экспедиции в Антарктике на станции Беллинсгаузен (остров Кинг Джордж).
14 сентября 2013 г. — трагически погиб из-за несчастного случая во время своей последней экспедиции «Ямал-Арктика-2013»
Похоронен в Санкт-Петербурге на Волковском православном кладбище.

## Персональные выставки
- 1976 Земля Франца Иосифа Академия художеств в СССР Ленинград (каталог)
- 1986 Редакция журнала «Юность». Москва.
- 1987 Остров Беннета. Союз Художников России. Ленинград.
- 1988 Бестиарий «Последний кит», совместно с А. Тиме.
- 1988 Центральный выставочный зал в Архангельске, совместно с Б. Забирохиным. Архангельск.
- 1989 «Последний кит» передвижная выставка в павильоне в виде 30 метрового кита, совместно с И. Рудом, А. Тиме и А. Петровым AARHUS, Goteborg, Stockholm, Helsinki, Ленинград, Москва.
- 1990 Дом архитектора «Москва», совместно с А. Тиме
- 1990 Корпорация VOLVO Goteborg, совместно с А. Тиме
- 1991 Галерея 10-10. Пушкинская 10, Санкт-Петербург, совместно с А. Тиме.
- 1991 Совместно с А. Тиме. (каталог) Гренен музей, Скаген, Дания.
- 1993 Блеф — галерея «Палитра». Санкт-Петербург, совместно с А. Тиме.
- 1995 BANE GAARDEN AABENRO, Дания. Совместно с А. Тиме.
- 1996 Галерея Amstel, Арнем, Голландия.
- 1996 «Последний кит» «Der Letzte wal». Городская библиотека Карлсруэ, Германия. Совместно с А. Тиме.
- 1997-1999-2000-2002 Галерея «Палитра». Санкт-Петербург.
- 1998 Эротические иконы. Галерея Корн. Грастен, Дания (каталог)
- 1999 Иконолатри. Ольборг, Дания.
- 2001 Venemaa kultuarfondi. Tallinn, Эстония.
- 2003 Центр искусств им. Дягилева-Санкт-Петербург.
- 2004 Galerie Mailletz — Париж. (каталог)
- 2005 Выставочный зал международной федерации художников. Санкт-Петербург, Невский 60.
- 2005 Knud Grothe Charlottenlund Art Gallery. Копенгаген, Дания.
- 2005 Beniksgaard Gallery. Грастен, Дания.
- 2005 Живопись, скульптура, объекты. Творческий Союз Художников (IFA), Санкт-Петербург.
- 2006 Эротические иконы.
- Jacob K. Javits Center. Нью-Йорк, США.
- Queen City Gallery. Шарлотт, США
- 2006 «Север» (живопись, графика). Галерея Третьякова. Санкт-Петербург.
- 2009 «Досуг» (рисунок). Союз Художников, Голубая Гостиная. Санкт-Петербург.
- 2009 АРТ-кафе «Бродячая собака». Санкт-Петербург.
- 2009 «Соло ржавого металла». StArt Gallery. Санкт-Петербург.
- 2009 «Бегство графа Л. Н. Толстого». Галерея Март. Санкт-Петербург.
- 2011 «Антарктида». 56 Российская Антарктическая экспедиция. Полярная станция Беллинсгаузен, Остров Кинг Джордж.
- 2011 «Под знаком капитана Дрейка». Союз Художников, Голубая Гостиная. Санкт-Петербург.
- 2012 Gallery Reinert. Карлсруэ, Германия.
- 2013 «Два Полюса Земли». Итальянский зал Академии художеств. Санкт-Петербург.
- 2018 «Компостмодернизм». Галерея «Свиное Рыло». Санкт-Петербург.
- 2019 «Два Полюса Земли». Музей Мирового Океана. Светлогорск.